# The Walking Dead: A New Frontier
The Walking Dead: A New Frontier – epizodyczna komputerowa gra przygodowa typu wskaż i kliknij, będąca sequelem gry The Walking Dead: Season Two. Utrzymana w stylu poprzednich części, główny nacisk stawia na wybory gracza, które kształtują dalszą historię. Gra stworzona jest na podstawie uniwersum wykreowanym przez Roberta Kirkmana i Tony’ego Moore’a ukazanym w serii czarno-białych komiksów Żywe Trupy. Wyprodukowana przez Telltale Games i wydana na platformy Microsoft Windows, Playstation 4, Xbox One, Nintendo Switcha, Androida i iOS.
Kontynuacją, jak i ostatnią częścią serii gier jest The Walking Dead: The Final Season.

## Fabuła
Historia przedstawiona jest z perspektywy Javiera Garcii – byłego zawodowego bejsbolisty, który podróżuje wraz z najważniejszymi dla niego osobami – szwagierką Kate, bratankiem Gabe’em oraz bratanicą Marianą. Szukając zapasów na złomowisku, natrafiają na tajemniczą grupę mężczyzn przewodzonych przez Maxa. Javier zostaje schwytany i gdy wydaje się, że zostanie na stałe oddzielony od swojej rodziny, na pomoc przychodzi mu bohaterka poprzednich części gry – Clementine. W zamian za zabranie go do lokalnej osady (Prescott) oczekuje od niego ich rodzinnego auta. Po dotarciu na byłe lotnisko Javier poznaje Trippa i Eleanor, którzy są chętni do udzielenia mu pomocy w odnalezieniu rodziny.
Historia Clementine jest stopniowo odkrywana za pomocą retrospekcji nawiązujących do finalnego wyboru z gry The Walking Dead: Season Two, w którym gracz musiał opowiedzieć się po jednej ze stron konfliktu między Jane a Kennym. To, co się stało z Alvinem Juniorem, pozostaje tajemnicą, aż do ostatniego odcinka gry.

## Rozgrywka
Podobnie jak w poprzednich częściach, The Walking Dead: A New Frontier jest epizodyczną, komputerową grą przygodową typu wskaż i kliknij. W przeciwieństwie do poprzednich sezonów występują tu dwie grywalne postacie. Zupełnie nowy bohater – Javier, oraz protagonistka poprzednich części – Clementine. Gracz może poruszać się postacią, badać i wchodzić w interakcję z różnymi przedmiotami, które często są wymagane do postępów w fabule, inicjować rozmowy z różnymi postaciami. Występuje również wiele quick time eventów oraz czasowych decyzji.

## Wydanie gry
Plany na trzecią część gry zostały oficjalnie potwierdzone 27 lipca 2014 roku podczas konwentu Comic-Con na panelu firmy Skybound, która jest wydawcą komiksów Żywe Trupy.
W kwietniu 2016 Robert Kirkman potwierdził obecność Clementine w nowej odsłonie gry, jak i dodał, że powiązanie z komiksami będzie większe niż w poprzedniczce.
Podczas PAX Expo 2016, Telltale ogłosiło, datę premiery wraz z podtytułem, jednak później data wydania została przełożona z listopada na grudzień. Dzięki umowie z Warner Bros. Interactive Entertainment dotyczącą gry Batmana, gra została wydana w formie fizycznej w 2017 roku.
Od 2020 roku gra dostępna jest na Nintendo Switch.

## Odcinki
Gra podzielona jest na pięć odcinków, tak jak w poprzednich odsłonach.
| Odcinek | Autorzy                            | Data wydania     |
| --- | ---------------------------------- | ---------------- |
| Ties That Bind – Part One | Jason Latino, Brad Kane            | 20 grudnia 2016  |
| Grupa Javiera krzyżuje ścieżki z konkurencyjną grupą, a nieporozumienie szybko wytrąca wszystkich z równowagi.                   |                                    |                  |
| Ties That Bind – Part Two | Rebekah Gamin Arcovitch, Brad Kane | 20 grudnia 2016  |
| W obliczu zbliżających się kłopotów, Javier postanawia zabrać grupę w bezpieczne miejsce.                                        |                                    |                  |
| Above the Law | Chris Rebbert, James Windeler      | 28 marca 2017    |
| Kilka szokujących rewelacji wewnątrz grupy powoduje spory między tymi, którzy uważali się za braci w broni.                      |                                    |                  |
| Thicker Than Water | Chris Resier, Luke McMullen        | 25 kwietnia 2017 |
| Z powodu zagrożeń z wewnątrz, Javierowi udaje się zawrzeć kilka nieprawdopodobnych sojuszy, aby zapewnić bezpieczeństwo bliskim. |                                    |                  |
| From the Gallows | Jason Pyke, Adam Esquenazi Douglas | 30 maja 2017     |
| Grupa i Javier muszą stawić czoła niewiarygodnym poświęceniom, aby uratować to, co jeszcze im zostało.                           |                                    |                  |

## Odbiór
W porównaniu do dwóch pierwszych odsłon gra otrzymała mieszane recenzje wśród krytyków, jak i samych graczy. Głównymi elementami krytyki okazała się długość gry oraz poprowadzenie historii zakończeń drugiego sezonu.
| Gra                                   | Metacritic                                 |
| ------------------------------------- | ------------------------------------------ |
| Episode 1 – Ties That Bind – Part One | (PC) 81/100 (PS4) 80/100 (Xbox One) 78/100 |
| Episode 2 – Ties That Bind – Part Two | (PC) 80/100 (PS4) 80/100 (Xbox One) 78/100 |
| Episode 3 – Above the Law             | (PC) 74/100 (PS4) 69/100 (Xbox One) 73/100 |
| Episode 4 – Thicker Than Water        | (PC) 71/100 (PS4) 62/100 (Xbox One) 73/100 |
| Episode 5 – From the Gallows          | (PC) 74/100 (PS4) 71/100 (Xbox One) 64/100 |